# Gérald Castrix
Gérald Castrix, de son vrai nom  Gérald Mathieu, est un chanteur, parolier puis acteur français né le 31 juillet 1898 à Montpellier et mort le 1er mai 1987 à Mennecy, spécialisé dans les doublages (société parisienne de sonorisation, SPS).

## Biographie
Gérald Castrix est durant l'entre-deux-guerres un chanteur d'opérette et de variétés.
Dans les années 1940, il compose et écrit des paroles sur des musiques composées notamment par Agnès Yver, Raymond Emmerechts, Max Lajarrige, ou les paroles françaises d'une partie de la BO du film Tendre symphonie (Music for millions)  (paroles anglaises et musique d'Irving Caesar et Jimmy Durante).
Engagé dans la Résistance contre l'occupation nazie, il est aussi l'auteur des paroles de Ceux de Libé nord. Les Gars de la libération dont la musique est de Maurice Planchar,.
Après la guerre il travaille surtout comme acteur de doublage et chef de plateau.

## Direction artistique
- 1956 : Alexandre le Grand
- 1957 : Douze Hommes en colère
- 1960 : Les Sept Mercenaires
- 1962 : James Bond contre Docteur No
- 1963 : Bons baisers de Russie
- 1963 : Cléopâtre
- 1964 : Goldfinger
- 1965 : Opération Tonnerre
- 1965 : La Plus Grande Histoire jamais contée
- 1967 : On ne vit que deux fois
- 1969 : Au service secret de sa majesté
- 1969 : Sam Whiskey le dur
- 1971 : Les diamants sont éternels

## Filmographie
- 1936 : Tarass Boulba d'Alexis Granowsky
- 1939 : Une java de Claude Orval
- 1940 : Campement 13 de Jacques Constant
- 1943 : Ceux du rivage de Jacques Séverac
- 1952 : L'Agonie des aigles de Jean Alden-Delos : Triaire